# Valensole
Valensole (provansalsko Valençòla/Valènçolo) je naselje in občina v jugovzhodnem francoskem departmaju Alpes-de-Haute-Provence regije Provansa-Alpe-Azurna obala. Leta 2005 je naselje imelo 2.599 prebivalcev.

## Geografija
Kraj leži v pretežno ravninskem delu pokrajine Visoke Provanse, 44 km jugozahodno od Digne-les-Bainsa.

## Administracija
Valensole je sedež istoimenskega kantona, v katerega so poleg njegove vključene še občine Brunet, Gréoux-les-Bains in Saint-Martin-de-Brômes s 5.793 prebivalci.
Kanton je sestavni del okrožja Digne-les-Bains.

## Zgodovina
Ime naselja se prvikrat omenja leta 909 kot Valentiolam, domnevno izhajajoč od mesta Valence (danes v departmaju Drôme), s pomanjšalnico -ola.